# Karabaĝ Aşireti
Karabaĝ Aşireti is een Turkse stam die oorspronkelijk uit Azerbeidzjan komt, het tegenwoordige Nagorno-Karabach.
Door volksverhuizingen kwamen veel Turken van deze stam in Anatolië terecht, onder andere in Emirdag. In Emirdag zijn leden van deze stam gevestigd in onder andere de dorpen Balcam, Karakuyu, Karacalar, Incik, Daydalı, Yenikoy en Davulga. In het district Bolvadin in de provincie Afyonkarahisar zijn ook veel dorpen van de Karabaĝ Aşireti, onder meer in de zogenaamde Büyük Karabaĝ en Dere Karabaĝ.